# Lorenz Georg von Krockow
Lorenz Georg von Krockow (* 6. Januar 1638; † 14. Oktober 1702) war brandenburgisch-preußischer Staatsmann.

## Leben

### Herkunft und Familie
Lorenz Georg war Angehöriger des Adelsgeschlechts von Krockow. Seine Eltern waren der kurbrandenburgische Landvogt zu Stolp und Schlawesowie seit 1654 Erbschenk des Herzogtums Hinterpommern und des Fürstentums Cammin, Döring Jacob von Krockow (1611–1662) und Barbara, geborene von Below aus dem Hause Peest (1609–1657). Er vermählte sich mit Sophia Hedwig, geborene Mardefelt (1662–1733), Tochter des schwedischen Feldmarschalls Conrad Mardefelt (1610–1688). Sie war zuvor bereits mit Generalmajor Heinrich Hallard genannt Elliot (1620–1681) und Kammerherr Moritz Friedrich von Schwerin (1652–1686), sowie nach ihm mit Generalleutnant Johann Georg von Tettau (1650–1713) vermählt. Kinder sind keine bekannt.

### Werdegang
Krockow studierte in Leipzig und Heidelberg, wonach er zunächst Kammerjunker des Kurfürsten von der Pfalz wurde. Bereits nach einem Jahr in dieser Stellung wurde er an den Hof Friedrich Wilhelms von Brandenburg gerufen und zum Hofmeister des Erbprinzen Casimir Friedrich von Kurland (1650–1698) bestellt. Hierauf wurde Krockow, zwischenzeitlich zum Hof- und Legationsrat avanciert, für fünf Jahre als Gesandter an den Schwedischen Hof in Stockholm geschickt. Weitere diplomatische Missionen führte ihn nach Dänemark und zur Königswahl von Michael I. nach Warschau. 1670 wurde er nach Frankreich, England, Wien, Hamburg und an weitere fürstliche Höfe entsandt. Am 26. Januar 1677 wurde er als Wirklicher Geheimer Rat in die Brandenburgische Regierung berufen. 1678 wurde er zum Kanzler von Hinterpommern und Cammin, mit einer jährlichen Besoldung i.H.v. 1027 Talern ernannt. Krockow erhielt 1689 die Dompropstei zu Cammin. Er war Erbherr auf Peest A und burggesessen zu Polzin.